# Alchemilla stenantha
Alchemilla stenantha är en rosväxtart som beskrevs av Sergei Vasilievich Juzepczuk. Alchemilla stenantha ingår i släktet daggkåpor, och familjen rosväxter. Inga underarter finns listade i Catalogue of Life.